# Yener Arıca
Bilal Yener Arıca (Küçükçekmece, 28 februari 1992) is een Turks-Nederlands voetballer die als aanvaller uitkomt. 

## Loopbaan

### Jeugd
Yener Arıca kwam op jonge leeftijd naar Nederland en groeide op in de Haagse Schilderswijk. Hij heeft van 2003 (D2) tot januari 2013 (beloftenelftal) in de jeugdopleiding van AFC Ajax gespeeld.

### Senioren
Op 25 januari 2013 maakte Arıca de overstap maakt naar het Turkse Kayserispor. Bij Ajax wist Arıca nog niet door te breken en speelde nog geen wedstrijd voor de hoofdmacht. Zijn contract bij Ajax liep in de zomer van 2013 af. Bij de transfer is een bescheiden bedrag gemoeid. Hij tekende een contract tot medio 2017.
Op 1 april 2013 maakte Arıca zijn debuut voor Kayserispor in een uitwedstrijd bij Karabükspor die met 3-1 verloren ging. Hij verving Salih Dursun in de 53e minuut. 
Op 19 mei 2013, de laatste speeldag van de Süper Lig, scoorde Arıca zijn eerst officiële doelpunt in het betaald voetbal en tevens zijn eerste officiële doelpunt voor Kayserispor in een thuiswedstrijd tegen Beşiktaş JK (2-0 winst).
Medio 2019 zat hij een paar weken bij SV TEC en kwam eenmaal uit in de Derde divisie zaterdag. In september 2020 ging hij naar Bayburt Özel İdarespor. Eind januari 2021 ging hij naar Gölcükspor.